# Miroslav Černý (amerikanista)
Miroslav Černý (* 22. května 1977, Opava) je český vysokoškolský pedagog, etnolingvista, překladatel a spisovatel.

## Život
Vystudoval moderní filologii, doktorát získal na Filozofické fakultě Masarykovy univerzity v Brně. Působí na Filozofické fakultě Ostravské univerzity, kde přednáší anglistiku a amerikanistiku. Badatelsky se zaměřuje na výzkum variant angličtiny v bývalých britských koloniích, na problematiku vymírání menšinových jazyků a na literaturu a kulturu původních obyvatel Severní Ameriky. Terénní šetření realizoval např. v Austrálii, Ekvádoru, Gruzii, Kanadě, v Malajsii, Moldavsku, Norsku, Senegalu, Tunisku, na Srí Lance nebo Filipínách. Patří k nejzcestovalejším Čechům; celkem navštívil více než sto zemí všech obydlených kontinentů. Jeho autorský profil zahrnuje též činnost překladatelskou, cestopisnou, básnickou, textařskou a editorskou. V roce 2021 obdržel záslužný Řád orla Gruzie (v hodnosti Rytíř, KEG).[zdroj?] V roce 2023 se stal laureátem Ceny Jantar za literaturu.[zdroj?]

## Dílo

### Prozaická tvorba
- Moudrost stezky, 2024, nakladatelství Klenov